# Nicolaus Sauerwaldt

Bild von Nicolaus Sauerwald in der St. Bartholomäus-Kirche in Blankenburg

Nicolaus Sauerwaldt  (* 23. Dezember 1638 in Aschersleben; † 17. April 1722 in Blankenburg (Harz)) war ein protestantischer Theologe.
Nicolaus Sauerwaldt studierte Theologie und erwarb den Magister-Titel. Er wurde zum Konsistorialrat und Braunschweigisch-Lüneburger Oberhofprediger ernannt. Ab 1672 war er Pastor an der St. Bartholomäuskirche in Blankenburg (Harz). In seiner Amtszeit wurde der Barock-Altar der Kirche eingeweiht.
Nicolaus Sauerwaldt war Superintendent der Grafschaft Blankenburg.